# August Adolf Popelka
August Adolf Popelka (23. května 1887 Brno – 15. srpna 1951) byl český a československý právník a státní úředník, za první republiky dlouholetý zaměstnanec a po vzniku Protektorátu Čechy a Morava v letech 1941 až 1945 vedoucí Kanceláře prezidenta během mandátu protektorátního prezidenta Emila Háchy.

## Biografie

### Mládí
Narodil se v Brně do rodiny advokáta Augustina Popelky a divadelní herečky Ludviky Rottové. Jeho otec byl významný brněnský právník a politik, za první republiky pak ministr spravedlnosti ČSR a první předseda československého Nejvyššího soudu, jeho dědem byl Adolf rytíř Popelka, soudní rada vídeňského Nejvyššího soudu. Matka byla herečkou v pražském Divadle na Vinohradech, po sňatku s Augustinem Popelkou hereckou dráhu ukončila. August Adolf Popelka vystudoval práva a získal titul JUDr.

### Kancelář prezidenta republiky
Roku 1914 se Popelka na Žižkově oženil s Josefínou Nedbalovou. Po vzniku samostatného Československa roku 1918 nastoupil téhož roku na místo úředníka Kanceláře prezidenta republiky pod vedením kancléře Přemysla Šámala ve funkčních obdobích prezidentů Tomáše Garrigue Masaryka a Edvarda Beneše.
Po podepsání Mnichovské dohody, vzniku tzv. Druhé republiky a následně vzniku Protektorátu Čechy a Morava pokračoval v práci v prezidentské kanceláři Emila Háchy. Po postupném nuceném zbavování funkcí kancléře Jiřího Havelky roku 1941 nastoupil jako vedoucí Kanceláře prezidenta Protektorátu Čechy a Morava. Prezident Hácha navíc znal Popelkova otce z doby svého působení v pozici předsedy Nejvyššího soudu. Ve funkci Popelka setrval až do zániku Protektorátu v květnu 1945. V pozici kancléře úřadujícího prezidenta Beneše jej nahradil Jaromír Smutný.
Za kolaboraci s Nacistickým Německem byl Mimořádným lidovým soudem odsouzen k pěti letům vězení.
August Adolf Popelka zemřel 15. srpna 1951 ve věku 65 let.